# Fast Forward Award
Der Innovationspreis Fast Forward Award ist der offizielle Wirtschaftspreis des österreichischen Bundeslandes Steiermark und wird seit 1995 von der Steirischen Wirtschaftsförderung SFG vergeben.
Der Fast Forward Award prämiert steirische Innovationsbetriebe und wird in fünf Kategorien sowie als Sonderpreis Public Forward Award vergeben. Vier der fünf Kategorien ergeben sich nach der Größe des Unternehmens anhand der Mitarbeiterzahl und der Bilanzsumme. Die fünfte Kategorie ist Institutionen und Forschungseinrichtungen vorbehalten. Jedes eingereichte Projekt dieser fünf Kategorien nimmt auch am Sonderpreis Public Forward Award teil. Hier gibt es nur einen Gewinner, der in einem dreistufigen Verfahren ermittelt wird, wobei die Letztentscheidung vom Publikum des Fast Forward Award-Finales getroffen wird. In jeder Kategorie gibt es 3 Finalisten, somit 18 Finalisten und 6 Preisträger.
Die Preisträger der einzelnen Kategorien erhalten jeweils eine Trophäe und einen Projektkostenzuschuss in der Höhe von 8888 Euro. 

## Geschichte
1995 und 1997 wurde der Preis als „steirischer Innovationspreis“ in drei Kategorien vergeben.
Seit 1999 wurde der Preis in den vier Kategorien „Kleinstunternehmen“, „Kleinunternehmen“, „mittlere Unternehmen“ und „Großbetriebe“ vergeben, das Preisgeld betrug 10.000 Euro. 1999 gab es 139 Teilnehmer, 2001 nahmen 552 Betriebe teil, 2003 bewarben sich 103 Teilnehmer.
2009 wurden „Institutionen der angewandten F&E“ als Kategorie und der Public Forward Award hinzugefügt, das Preisgeld pro Preis sank.
Bisherige Preisträger waren unter anderem:
- 1999 Infineon Technologies Microelectronic
- 2001 Wirtschaftskammer Steiermark
- 2002 Magna Steyr Fahrzeugtechnik
- 2005 Saubermacher Dienstleistungs AG
- 2006 Innofreight Solutions
- 2008 Siemens Transportation Systems
- 2009 Binder+Co
- 2010 ACC Austria GmbH
- 2011 AT&S Austria Technologie & Systemtechnik
- 2012 IM Polymer GmbH
- 2016 Microinnova Engin[4]
- mehrfach: EPCOS OHG.